# Pensatore Pazzo
Il Pensatore Pazzo (Mad Thinker) è un personaggio dei fumetti creato da Stan Lee (testi) e Jack Kirby (disegni), pubblicato dalla casa editrice statunitense Marvel Comics. La sua prima apparizione avviene in The Fantastic Four (prima serie) n. 15 (giugno 1963).

## Biografia

### Le origini
Il Pensatore Pazzo è un supercriminale la cui vera identità è sconosciuta. Stando a quanto lui stesso ha rivelato, prima di sfruttare le sue capacità intellettuali a favore del crimine lavorava come scienziato e ricercatore nel settore privato. Sentendosi poco gratificato ha deciso di darsi al crimine e per diversi anni ha agito nell'ombra senza che la polizia sapesse nulla su di lui. Durante questo periodo arriva a creare un superconduttore che provoca accidentalmente un mutamento in suo nipote David di appena dieci anni. La sua pelle comincia a bruciare ogni cosa che tocca e uccide senza volere la sua stessa madre, cioè la figlia dello stesso scienziato. Queste erano le uniche due persone che il Pensatore considerava come una famiglia. Non è certo che ciò sia accaduto o sia stato inventato da lui ma probabilmente un evento luttuoso ha contribuito a far emergere il suo lato più oscuro e megalomane.

### Battesimo del fuoco
La sua notorietà come supercriminale viene raggiunta con il suo attacco ai Fantastici Quattro e all'intera città di New York.
Il suo piano è di prendere il potere a New York, con l'appoggio di altri criminali, e proclamare la città una nazione indipendente. Per sbarazzarsi temporaneamente dei Fantastici Quattro, il Pensatore offre loro dei lavori molto appetibili e, durante la loro assenza, si impadronisce del Baxter Building e di tutte le dotazioni di cui dispone. Reed Richards riesce comunque a bloccare il Terribile Androide, le armi elettroniche del Pensatore e ad arrestarlo.

### Imprese varie
Il Pensatore, sempre alla ricerca di nuove conoscenze e immense ricchezze, in seguito si scontrò più volte con i Fantastici Quattro, ma anche con Iron Man, Capitan America, i Vendicatori, l'Uomo Ragno, il Sub-Mariner e gli X-Men. Cercò anche di riportare in vita l'androide Torcia Umana, ma alla fine questi gli si rivoltò contro. Anche il tentativo di operare un lavaggio del cervello su Toro, la spalla della Torcia, non portò i risultati sperati.

## Poteri e abilità
La mente del Pensatore Pazzo è un computer vivente in grado di immagazzinare una quantità vastissima di dati e saper calcolare tutte le possibili variabili di una situazione e i suoi possibili effetti sugli eventi futuri.
Come scienziato è il più grande esperto mondiale in informatica, robotica e forme di vita sintetiche. Grazie a queste conoscenze ha inserito nella sua corteccia cerebrale un micro-dispositivo che gli permette di trasferire la sua coscienza in una forma di vita sintetica come gli androidi da lui stesso creati.

## Le creazioni del Pensatore Pazzo
- Il Terribile Androide.
- Il Bouncing Ball: un'arma letale con le dimensioni di un pallone da Basket.
- L'androide Defender, capace di assorbire energia da altri individui.
- Quasimodo: un computer senziente a cui viene data vita e mobilità da Silver Surfer.
- Androidi Assassini (Killer Androids) di vario tipo tra cui Android Man, Man-Slayer, il Metalloid, gli Intellectual Robots, i Battle Droids.
- Androidi che duplicano le sembianze e i superpoteri dei Fantastici Quattro.
- Sistemi di sorveglianza e spionaggio che sembrano normali piccioni.
- Un Androide che duplica le sembianze dello stesso Pensatore Pazzo.
- Il Super androide F-4, costruito basandosi sul progetto degli Androidi Assassini ma sviluppato con la tecnologia con la quale il gruppo di ricerca A.I.M. ha costruito Adattoide (infine Super-Adattoide).
- Ha ideato gli ipno-lenti (Hypno-lenses) che gli permettono di resistere al controllo mentale di individui mutanti dai grandi poteri telepatici. Allo stesso tempo gli danno la possibilità di ipnotizzare altri individui.
- Le sue ricerche sperimentali riguardano la nanotecnologia. Grazie alle sue scoperte in questo campo ha costruito un congegno che ha permesso al Burattinaio di controllare le sue vittime utilizzando solo il loro DNA e una microscopica quantità della sua argilla radioattiva.
- Gammadroid: è un'evoluzione del Terribile Androide in cui si combinano le capacità di Defender. Si tratta di un organismo sintetico di tipo umanoide in grado di assorbire i raggi gamma e l'energia cosmica. Viene realizzato per combattere e neutralizzare l'Hulk Rosso o qualsiasi altro essere alimentato dai raggi gamma. Questo tipo di Androide risulta essere efficace e riesce a ferire e catturare l'Hulk Rosso (Red Hulk)[5].